# John Laporte (artiste)
Pour les articles homonymes, voir Laporte.
John Laporte, né en mars 1761 et mort le 8 juillet 1839, est un peintre paysagiste et graveur britannique, actif dans la ville de Londres et ses alentours.

## Biographie

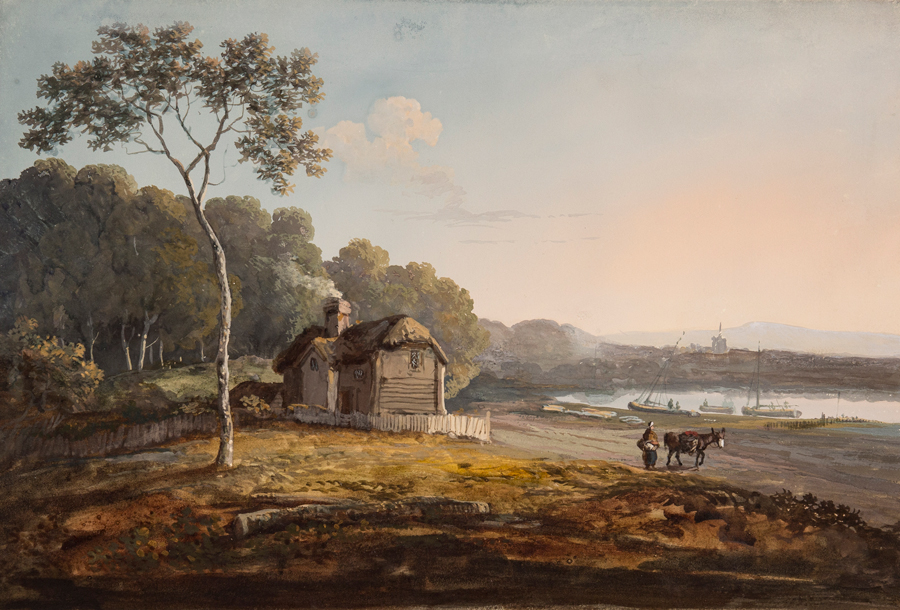
Cottage by an estuary, gouache, autrefois dans la collection de Henry Rogers Broughton, 2e comte de Fairhaven.

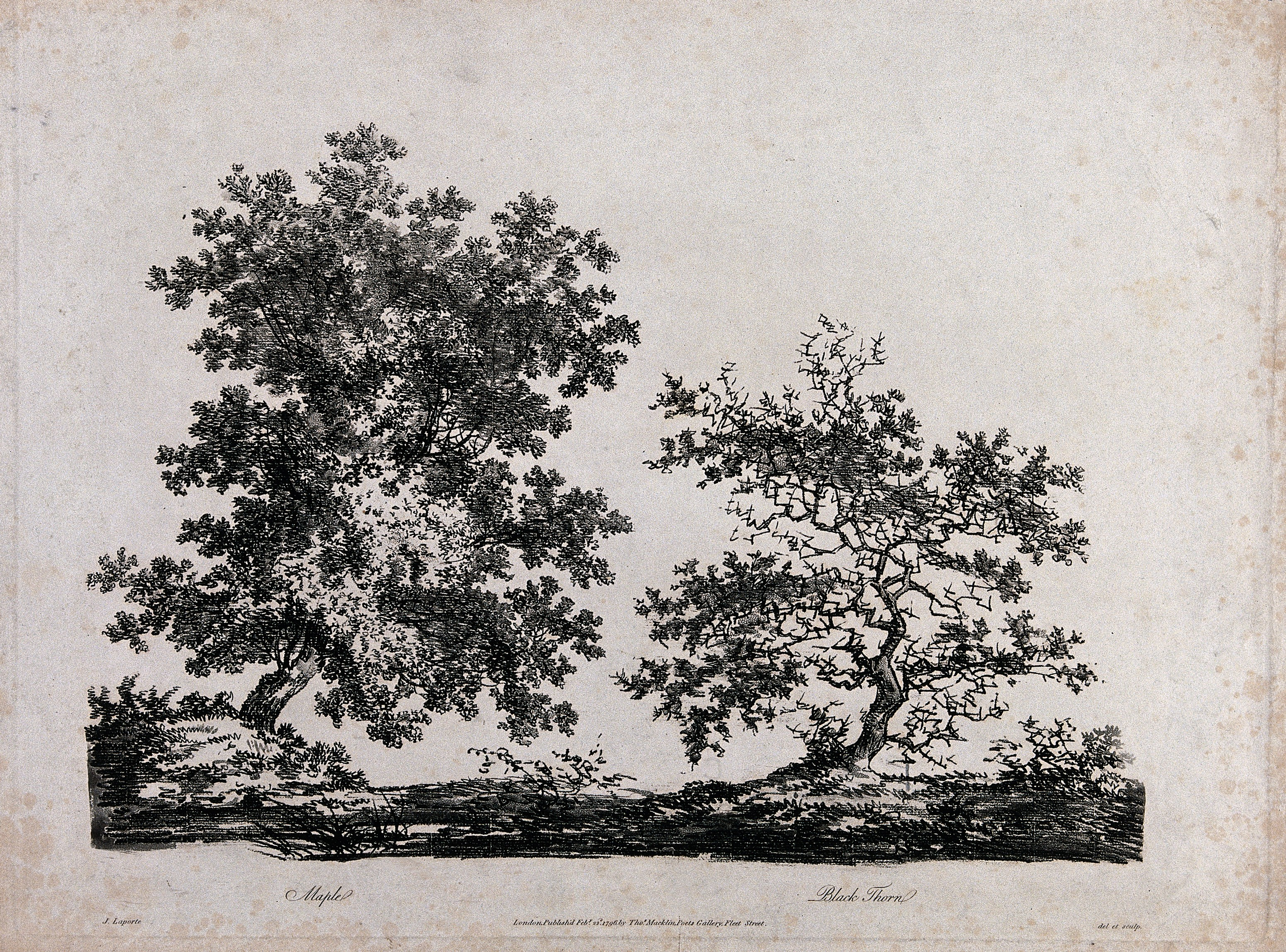
Érable (Acer) et prunelle (Prunus spinosa), eau-forte et aquatinte (c. 1796, Wellcome Collection).

Laporte naît en 1761, probablement à Londres ou en Irlande, dans une famille d'origine huguenote française. Il étudie les arts auprès du peintre huguenot d'origine irlandaise John Melchior Barralet à Londres ou à Dublin. Il devient maître-dessinateur au Séminaire militaire d'Addiscombe (en), dans le comté du Surrey. Il est également professeur particulier, ayant notamment Thomas Monro pour élève.
Dès 1785, plusieurs paysages de Laporte sont exposés à la Royal Academy et à la British Institution à Londres. Laporte est membre fondateur de la société The Associated Artists in Watercolours (association d'aquarellistes), active durant peu de temps et dont il se retire en 1811. Laporte peint également à l'huile.
Laporte publie plusieurs ouvrages : Characters of Trees (1798–1801), Progressive Lessons sketched from Nature (1804), The Progress of a Water-colour Drawing. Avec W. F. Wells, il réalise un ensemble de 72 gravures à l'eau-forte, intitulé A Collection of Prints illustrative of English Scenery, from the Drawings and Sketches of Thomas Gainsborough (1819). Ses œuvres Perdita discovered by the Old Shepherd et Millbank on the River Thames sont respectivement gravées par Francesco Bartolozzi et Francis Jukes (en),.
Laporte meurt à Londres le 8 juillet 1839 à l'âge de 78 ans.

## Famille
La fille de Laporte, M. A. Laporte, peint des portraits et des œuvres fantaisistes, qui sont exposés à la Royal Academy et à la British Institution de 1813 à 1822. En 1835, elle est élue membre de l'Institut royal des peintres d'aquarelle (en), qu'elle quitte en 1846.
George Henry Laporte (en), le fils de John, est également artiste. Il est nommé peintre animalier auprès du roi de Hanovre.

## Publications
- (en) Laporte, John & Ibbetson, J. C. & Hassell, John, A Picturesque guide to Bath, Bristol Hot-Wells, the River Avon and the adjacent Country, 1793 (lire en ligne).